# Free Your Mind
„Free Your Mind“ је песма америчке музичке групе „Ен воуг“. Издата је 24. септембра 1992, као трећи сингл са албума „Funky Divas“. Била је номинована за две награде „Греми“, а спот за њу је награђен трима МТВ видео музичким наградама — за најбољи ритам и блуз видео спот, најбољи денс видео спот и најбољу кореографију.

## Место на топ-листама
| Топ-листе (1992)                           | Место |
| ------------------------------------------ | ----- |
| Билборд хот 100                            | 8     |
| Сједињене Америчке Државе                  | 23    |
| Хот денс клаб плеј                         | 39    |
| Топ-листа синглова у Уједињеном Краљевству | 6     |
| Сверигетоплистан                           | 29    |
| Топ-листе (1992)                           | Место |
| Мидија контрол чартс                       | 50    |